# Zwiezda Perm
Zwiezda Perm (ros. «Звезда» Пермь), właśc. ANO Futbolnyj Kłub „Zwiezda Perm“ (ros. АНО «Футбольный клуб „Звезда Пермь“») – rosyjski klub piłkarski z siedzibą w mieście Perm.

## Historia
Chronologia nazw:
- 1932–1951: Krylja Sowietow Mołotow (ros. «Крылья Советов» Молотов)
- 1952–1957: Reprezentacja miasta Mołotowa (ros. команда г.Молотова)
- 1958–1996, od 2018: Zwiezda Perm (ros. «Звезда» Пермь)

Klub piłkarski Krylja Sowietow został założony w 1945 w mieście Mołotow, tak do 1957 nazywał się Perm.
W tymże roku klub debiutował w Drugiej Grupie Mistrzostw ZSRR, w której występował 5 sezonów. Następnie występował w rozgrywkach lokalnych.
Dopiero w 1953 jako Reprezentacja miasta Mołotowa ponownie startował w Klasie B.
Od 1958 klub nazywał się Zwiezda Perm.
Po reorganizacji systemu lig ZSRR w 1963 klub trafił do Drugiej Ligi, w której występował do 1991, z wyjątkiem sezonów 1966–1969, 1972–1977, 1979 i 1988, kiedy to reprezentował miasto w Pierwszej Lidze.
W Mistrzostwach Rosji klub startował w Pierwszej Lidze, grupie Centralnej.
W sezonie 1994 zajął przedostatnie, 21. miejsce i spadł do Drugiej Ligi, grupy Centralnej. W następnym sezonie również zajął przedostatnie, 21. miejsce i został pozbawiony statusu klubu profesjonalnego.
W 1996 zespół występował jeszcze w rozgrywkach obwodu permskiego, ale po zakończeniu sezonu z powodów finansowych został rozwiązany. Większość piłkarzy przeszła do innych permskich klubów Amkaru i Dinama.
W 2018 klub, po upadku Amkaru, został reaktywowany przez władze okręgu permskiego.

## Sukcesy
- 2. miejsce w Klasie B ZSRR, grupie 4: 1960
- 1/8 finału w Pucharze ZSRR: 1967, 1975
- 3. miejsce w Rosyjskiej Pierwszej Lidze, grupie Centralnej: 1992
- 1/32 finału Pucharu Rosji: 1993, 1995

## Znani piłkarze
- Wiaczesław Alabjew
- Igor Alikin
- Siergiej Armiszew
- Bourżan Bajmuchamiedow
- Jurij Chajrulin
- Siergiej Chudorożkow
- Siergiej Czebanow
- Władimir Gabułow
- Aleksandr Galeutdinow
- Nikołaj Jakowlew
- Anatolij Komkow
- Siergiej Krajew
- Lew Matwiejew
- Siergiej Oborin
- Konstantin Paramonow
- Jurij Pietrow
- Aleksiej Popow
- Nikołaj Rasskazow
- Pawieł Sadyrin
- Wiktor Slesariew
- Andriej Smietanin
- Władimir Sołowjow
- Siergiej Usow
- Jurij Wołkow
- Aleksandr Zielenkin
- Dmitrij Zorin